# III liga polska w piłce nożnej (grupa III 2008–2016)
III liga polska w piłce nożnej, grupa III (nieoficjalna nazwa: III liga dolnośląsko-lubuska) – była jedną z ośmiu grup III ligi piłki nożnej w Polsce (w latach 2008–2016). Występowało w niej 18 drużyn z województw dolnośląskiego i lubuskiego. Za rozgrywki odpowiedzialny był Lubuski Związek Piłki Nożnej z siedzibą w Zielonej Górze.

## Zwycięzcy grupy
| Sezon     | Drużyna                       |
| --------- | ----------------------------- |
| 2008/2009 | Górnik Polkowice (1)          |
| 2009/2010 | Górnik Wałbrzych (1)          |
| 2010/2011 | Chrobry Głogów (1)            |
| 2011/2012 | MKS Oława (1)                 |
| 2012/2013 | UKP Zielona Góra (1)          |
| 2013/2014 | Ślęza Wrocław (1)             |
| 2014/2015 | Formacja Port 2000 Mostki (1) |
| 2015/2016 | Górnik Wałbrzych (2)          |

## Zasady rozgrywek
Zmagania w lidze toczyły się systemem kołowym w dwóch rundach – jesiennej i wiosennej. Każda z drużyn rozgrywała z pozostałymi po 2 mecze. Zwycięzca otrzymywał automatyczny awans do II ligi (grupa zachodnia). Do ligi awansował mistrzowie i wicemistrzowie grup dolnośląskiej i lubuskiej. Drużyny, które po zakończeniu rozgrywek zajmowały w tabeli miejsca odpowiednio 14., 15. i 16. spadały do właściwej terytorialnie IV ligi i w kolejnym sezonie występowały w IV lidze. Liczba drużyn spadających z III ligi ulegała zwiększeniu o liczbę drużyn, które spadały z II ligi zgodnie z przynależnością terytorialną do Dolnośląskiego lub Lubuskiego ZPN.
Drużyna, które zrezygnowały z uczestnictwa w rozgrywkach, degradowana była o 2 klasy rozgrywkowe i przenoszona na ostatnie miejsce w tabeli (jeśli rozegrała przynajmniej 50% spotkań sezonu; wtedy mecze nierozegrane weryfikowane są jako walkowery 0:3 na niekorzyść drużyny wycofanej) lub jej wyniki zostawały anulowane. Z rozgrywek eliminowana – i również degradowana o 2 klasy rozgrywkowe – była drużyna, która nie rozegra z własnej winy 3 spotkań sezonu.
Kolejność w tabeli ustalała się według liczby zdobytych punktów. W przypadku uzyskania równej liczby punktów przez dwie drużyny, o zajętym miejscu decydowały:
a) liczba zdobytych punktów w spotkaniach bezpośrednich,
b) korzystniejsza różnica między zdobytymi i utraconymi bramkami w spotkaniach bezpośrednich,
c) przy uwzględnieniu reguły UEFA, że bramki strzelone na wyjeździe liczone są podwójnie, korzystniejsza różnica między zdobytymi i utraconymi bramkami w spotkaniach bezpośrednich,
d) korzystniejsza różnica bramek we wszystkich spotkaniach z całego cyklu rozgrywek,
e) większa liczba bramek zdobytych we wszystkich spotkaniach z całego cyklu.
W przypadku, gdy dwoma zespołami o jednakowej liczbie punktów były zespoły, których kolejność decyduje o awansie lub spadku, stosowało się wyłącznie zasady określone w punktach a, b i c, a jeżeli one nie rozstrzygały o kolejności, zarządzane było spotkanie barażowe na neutralnym boisku, wyznaczonym przez Wydział Gier PZPN.
Przy więcej niż dwóch zespołach przeprowadzało się dodatkową punktację pomocniczą spotkań wyłącznie między zainteresowanymi drużynami, kierując się kolejno zasadami podanymi punktach a, b, c, d oraz e.

## Sezon 2015/2016

### Drużyny
| Uczestnicy poprzedniej edycji | Uczestnicy poprzedniej edycji | Uczestnicy poprzedniej edycji | Uczestnicy poprzedniej edycji |
| ----------------------------- | ----------------------------- | ----------------------------- | ----------------------------- |
| MOS                           | Formacja Port 2000 Mostki     | 1                             |                               |
| ZA2                           | Zagłębie II Lubin             | 2                             |                               |
| ŚL2                           | Śląsk II Wrocław              | 3                             |                               |
| SGW                           | KS Stilon Gorzów Wielkopolski | 4                             |                               |
| LDZ                           | Lechia Dzierżoniów            | 5                             |                               |
| ŚLZ                           | Ślęza Wrocław                 | 6                             |                               |
| FHG                           | Foto-Higiena Gać              | 7                             |                               |
| PŚW                           | Polonia-Stal Świdnica         | 8                             |                               |
| ŻMI                           | Piast Żmigród                 | 10                            |                               |
| JEL                           | Karkonosze Jelenia Góra       | 11                            |                               |
| BDO                           | KP Brzeg Dolny                | 124                           |                               |
| PKN                           | Piast Karnin                  | 142                           |                               |
| KWR                           | KS Bystrzyca Kąty Wrocławskie | 162                           |                               |

| Spadek z II ligi 2014/2015 | Spadek z II ligi 2014/2015 | Spadek z II ligi 2014/2015 | Spadek z II ligi 2014/2015 |
| -------------------------- | -------------------------- | -------------------------- | -------------------------- |
| GWB                        | Górnik Wałbrzych           | 17                         |                            |
| Awans z IV ligi 2014/2015  |                            |                            |                            |
| grupa dolnośląska          |                            |                            |                            |
| ML2                        | Miedź II Legnica           | 1                          |                            |
| PLK                        | KS Polkowice               | 2                          |                            |
| grupa lubuska              |                            |                            |                            |
| ILR                        | Ilanka Rzepin              | 2                          |                            |
| BLU                        | Budowlani Lubsko           | 3                          |                            |

Objaśnienia:
1. Formacja Port 2000 Mostki zrezygnował z udziału w barażach o II ligę w poprzednim sezonie.
2. MKS Oława i UKP Zielona Góra wycofały się po zakończeniu rozgrywek, a Bielawianka Bielawa zrezygnowała z dalszej gry w III lidze, w związku z czym dodatkowo utrzymały się Piast Karnin i KS Bystrzyca Kąty Wrocławskie.
3. KSF Zielona Góra zrezygnował z awansu do III ligi, w związku z czym awans uzyskali Budowlani Lubsko.
4. KP Brzeg Dolny wycofał się po rundzie jesiennej.

### Tabela
| Lp. | Drużyna                           | M  | Z  | R | P  | Bramki | Bramki | Różn. | Pkt | Uwagi                                           | Bezpośrednio |
| --- | --------------------------------- | -- | -- | - | -- | ------ | ------ | ----- | --- | ----------------------------------------------- | ------------ |
| 1   | KS Polkowice                      | 34 | 25 | 3 | 6  | 88     | 39     | +49   | 78  | Baraż o mistrzostwo i grę w barażach o II ligę1 |              |
| 2   | Górnik Wałbrzych (M)              | 34 | 25 | 3 | 6  | 74     | 25     | +49   | 78  | Baraż o mistrzostwo i grę w barażach o II ligę1 |              |
| 3   | Ślęza Wrocław                     | 33 | 19 | 8 | 6  | 69     | 32     | +37   | 65  |                                                 |              |
| 4   | Miedź II Legnica                  | 34 | 19 | 7 | 8  | 86     | 43     | +43   | 64  |                                                 |              |
| 5   | Lechia Dzierżoniów                | 33 | 20 | 3 | 10 | 54     | 35     | +19   | 63  |                                                 |              |
| 6   | Śląsk II Wrocław                  | 34 | 19 | 6 | 9  | 74     | 42     | +32   | 63  |                                                 |              |
| 7   | Piast Żmigród                     | 34 | 18 | 3 | 13 | 60     | 46     | +14   | 57  |                                                 |              |
| 8   | Formacja Port 2000 Mostki (S)     | 34 | 18 | 2 | 14 | 71     | 50     | +21   | 56  | Spadek do IV ligi                               |              |
| 9   | KS Stilon Gorzów Wielkopolski (S) | 34 | 16 | 7 | 11 | 55     | 38     | +17   | 55  | Spadek do IV ligi                               |              |
| 10  | Zagłębie II Lubin (S)             | 34 | 16 | 6 | 12 | 78     | 39     | +39   | 54  | Spadek do IV ligi                               |              |
| 11  | Foto-Higiena Gać (S)              | 34 | 13 | 9 | 12 | 51     | 45     | +6    | 48  | Spadek do IV ligi                               |              |
| 12  | Ilanka Rzepin (S)                 | 34 | 13 | 4 | 17 | 53     | 75     | −22   | 43  | Spadek do IV ligi                               |              |
| 13  | Polonia-Stal Świdnica (S)         | 34 | 12 | 6 | 16 | 47     | 53     | −6    | 42  | Spadek do IV ligi                               |              |
| 14  | Piast Karnin (S)                  | 34 | 8  | 9 | 17 | 36     | 61     | −25   | 33  | Spadek do IV ligi                               |              |
| 15  | Karkonosze Jelenia Góra (S)       | 34 | 8  | 6 | 20 | 41     | 74     | −33   | 30  | Spadek do IV ligi                               |              |
| 16  | Budowlani Lubsko (S)              | 34 | 5  | 3 | 26 | 32     | 109    | −77   | 18  | Spadek do IV ligi                               |              |
| 17  | KS Bystrzyca Kąty Wrocławskie (S) | 34 | 2  | 8 | 24 | 20     | 101    | −81   | 14  | Spadek do IV ligi                               |              |
| 18  | KP Brzeg Dolny2 (S)               | 34 | 1  | 5 | 28 | 16     | 92     | −76   | 8   | Drużyna wycofana                                |              |

## Sezon 2014/2015

### Drużyny
| Uczestnicy poprzedniej edycji | Uczestnicy poprzedniej edycji |
| ----------------------------- | ----------------------------- |
| Ślęza Wrocław                 | 14                            |
| MKS Oława                     | 2                             |
| KS Stilon Gorzów Wielkopolski | 3                             |
| Zagłębie II Lubin             | 4                             |
| Formacja Port 2000 Mostki     | 5                             |
| Foto-Higiena Gać              | 6                             |
| Piast Żmigród                 | 7                             |
| Śląsk II Wrocław              | 8                             |
| Lechia Dzierżoniów            | 9                             |

| Uczestnicy poprzedniej edycji | Uczestnicy poprzedniej edycji |
| ----------------------------- | ----------------------------- |
| Polonia/Sparta Świdnica       | 10                            |
| Piast Karnin                  | 11                            |
| KS Bystrzyca Kąty Wrocławskie | 12                            |
| Bielawianka Bielawa           | 13                            |
| Polonia Trzebnica             | 14                            |
| Spadek z II ligi 2013/2014    |                               |
| grupa zachodnia               |                               |
| UKP Zielona Góra              | 16                            |

| Awans z IV liga 2013/2014 | Awans z IV liga 2013/2014 |
| ------------------------- | ------------------------- |
| grupa dolnośląśka         |                           |
| KP Brzeg Dolny            | 1                         |
| Karkonosze Jelenia Góra   | 2                         |
| grupa lubuska             |                           |
| Dąb Przybyszów            | 1                         |

Objaśnienia:
1. Ślęza Wrocław przegrała baraże o awans do II ligi z Ursusem Warszawa.

### Tabela
| Lp. | Drużyna                        | M  | Z  | R  | P  | Bramki | Bramki | Różn. | Pkt | Uwagi                     | Bezpośrednio |
| --- | ------------------------------ | -- | -- | -- | -- | ------ | ------ | ----- | --- | ------------------------- | ------------ |
| 1   | Formacja Port 2000 Mostki1 (M) | 34 | 25 | 7  | 2  | 105    | 29     | +76   | 82  |                           |              |
| 2   | Zagłębie II Lubin              | 34 | 23 | 4  | 7  | 93     | 34     | +59   | 73  |                           |              |
| 3   | Śląsk II Wrocław               | 34 | 21 | 6  | 7  | 76     | 41     | +35   | 69  |                           |              |
| 4   | KS Stilon Gorzów Wielkopolski  | 34 | 20 | 7  | 7  | 73     | 32     | +41   | 67  |                           |              |
| 5   | Lechia Dzierżoniów             | 33 | 20 | 4  | 9  | 57     | 40     | +17   | 64  |                           |              |
| 6   | Ślęza Wrocław                  | 34 | 17 | 7  | 10 | 59     | 43     | +16   | 58  |                           |              |
| 7   | Foto-Higiena Gać               | 34 | 16 | 7  | 11 | 64     | 51     | +13   | 55  |                           |              |
| 8   | Polonia-Stal Świdnica          | 33 | 16 | 7  | 10 | 73     | 36     | +37   | 55  |                           |              |
| 9   | UKP Zielona Góra2 (S)          | 34 | 14 | 5  | 15 | 45     | 58     | −13   | 47  | Spadek do klasy okręgowej |              |
| 10  | Piast Żmigród                  | 34 | 13 | 6  | 15 | 61     | 62     | −1    | 45  |                           |              |
| 11  | Karkonosze Jelenia Góra        | 34 | 13 | 6  | 15 | 53     | 48     | +5    | 45  |                           |              |
| 12  | KP Brzeg Dolny                 | 34 | 12 | 5  | 17 | 51     | 71     | −20   | 41  |                           |              |
| 13  | MKS Oława2 (S)                 | 34 | 9  | 10 | 15 | 30     | 45     | −15   | 37  | Spadek do klasy okręgowej |              |
| 14  | Piast Karnin2                  | 34 | 8  | 10 | 16 | 31     | 62     | −31   | 34  |                           |              |
| 15  | Bielawianka Bielawa2 (S)       | 34 | 8  | 8  | 18 | 34     | 70     | −36   | 32  | Spadek do klasy okręgowej |              |
| 16  | KS Bystrzyca Kąty Wrocławskie2 | 34 | 6  | 7  | 21 | 33     | 69     | −36   | 25  |                           |              |
| 17  | Dąb Przybyszów (S)             | 34 | 5  | 5  | 24 | 32     | 83     | −51   | 20  | Spadek do IV ligi         |              |
| 18  | Polonia Trzebnica (S)          | 34 | 1  | 5  | 28 | 20     | 116    | −96   | 8   | Spadek do IV ligi         |              |

## Sezon 2013/2014

### Drużyny
| Uczestnicy poprzedniej edycji | Uczestnicy poprzedniej edycji |
| ----------------------------- | ----------------------------- |
| Ślęza Wrocław                 | 2                             |
| Lechia Dzierżoniów            | 3                             |
| Prochowiczanka Prochowice     | 4                             |
| Ilanka Rzepin                 | 5                             |
| Foto-Higiena Gać              | 6                             |
| Bielawianka Bielawa           | 7                             |
| Promień Żary                  | 9                             |

| Uczestnicy poprzedniej edycji | Uczestnicy poprzedniej edycji |
| ----------------------------- | ----------------------------- |
| Piast Karnin                  | 10                            |
| KS Bystrzyca Kąty Wrocławskie | 11                            |
| Polonia/Sparta Świdnica       | 12                            |
| Polonia Trzebnica             | 131                           |
| Spadek z II ligi 2012/2013    |                               |
| grupa zachodnia               |                               |
| MKS Oława                     | 16                            |

| Awans z IV ligi 2012/2013  | Awans z IV ligi 2012/2013 |
| -------------------------- | ------------------------- |
| grupa dolnośląska          |                           |
| Piast Żmigród              | 1                         |
| GKS Kobierzyce             | 2                         |
| grupa lubuska              |                           |
| Stilon Gorzów Wielkopolski | 1                         |
| Formacja Port 2000 Mostki  | 2                         |

| Uczestnicy dołączeni do ligi | Uczestnicy dołączeni do ligi |
| ---------------------------- | ---------------------------- |
| Zagłębie II Lubin            | PZPN2                        |
| Śląsk II Wrocław             | PZPN2                        |

Objaśnienia:
1. Pogoń Świebodzin nie zgłosił się do rozgrywek III ligi, w związku z czym utrzymał się najlepszy spadkowicz – Polonia Trzebnica.
2. Zgodnie z uchwałą PZPN o rozwiązaniu Młodej Ekstraklasy, rezerwy drużyn grających w najwyższej klasie rozgrywkowej mają wrócić do lig, w których grały przed jej utworzeniem. W związku z tym do III ligi dokooptowano Zagłębie II Lubin i Śląsk II Wrocław.

### Tabela
| Lp. | Drużyna                       | M  | Z  | R  | P  | Bramki | Bramki | Różn. | Pkt | Uwagi             | Bezpośrednio |
| --- | ----------------------------- | -- | -- | -- | -- | ------ | ------ | ----- | --- | ----------------- | ------------ |
| 1   | Ślęza Wrocław (M) (B)         | 34 | 23 | 8  | 3  | 78     | 32     | +46   | 77  | Baraże o II ligę  |              |
| 2   | MKS Oława                     | 34 | 23 | 6  | 5  | 75     | 28     | +47   | 75  |                   |              |
| 3   | Stilon Gorzów Wielkopolski    | 34 | 23 | 4  | 7  | 75     | 37     | +38   | 73  |                   |              |
| 4   | Zagłębie II Lubin             | 34 | 21 | 5  | 8  | 78     | 28     | +50   | 68  |                   |              |
| 5   | Formacja Port 2000 Mostki     | 34 | 19 | 10 | 5  | 95     | 41     | +54   | 67  |                   |              |
| 6   | Foto-Higiena Gać              | 34 | 16 | 10 | 8  | 55     | 48     | +7    | 58  |                   |              |
| 7   | Piast Żmigród                 | 34 | 15 | 8  | 11 | 51     | 48     | +3    | 53  |                   |              |
| 8   | Śląsk II Wrocław              | 34 | 15 | 7  | 12 | 62     | 53     | +9    | 52  |                   |              |
| 9   | Lechia Dzierżoniów            | 34 | 13 | 9  | 12 | 54     | 44     | +10   | 48  |                   |              |
| 10  | Polonia/Sparta Świdnica       | 34 | 15 | 3  | 16 | 52     | 53     | −1    | 48  |                   |              |
| 11  | Piast Karnin                  | 34 | 13 | 4  | 17 | 51     | 66     | −15   | 43  |                   |              |
| 12  | KS Bystrzyca Kąty Wrocławskie | 34 | 10 | 12 | 12 | 40     | 47     | −7    | 42  |                   |              |
| 13  | Polonia Trzebnica             | 34 | 8  | 6  | 20 | 46     | 77     | −31   | 30  |                   |              |
| 14  | Bielawianka Bielawa           | 34 | 7  | 8  | 19 | 36     | 74     | −38   | 29  |                   |              |
| 15  | Promień Żary (S)              | 34 | 5  | 10 | 19 | 28     | 70     | −42   | 25  | Spadek do IV ligi |              |
| 16  | Ilanka Rzepin (S)             | 34 | 6  | 6  | 22 | 42     | 79     | −37   | 24  | Spadek do IV ligi |              |
| 17  | Prochowiczanka Prochowice (S) | 34 | 5  | 7  | 22 | 43     | 94     | −51   | 22  | Spadek do IV ligi |              |
| 18  | GKS Kobierzyce (S)            | 34 | 4  | 7  | 23 | 34     | 76     | −42   | 19  | Spadek do IV ligi |              |

## Sezon 2012/2013

### Drużyny
| Uczestnicy poprzedniej edycji | Uczestnicy poprzedniej edycji |
| ----------------------------- | ----------------------------- |
| Promień Żary                  | 2                             |
| UKP Zielona Góra              | 31                            |
| KS Bystrzyca Kąty Wrocławskie | 4                             |
| Polonia/Sparta Świdnica       | 5                             |
| Polonia Trzebnica             | 6                             |
| Ilanka Rzepin                 | 7                             |

| Uczestnicy poprzedniej edycji | Uczestnicy poprzedniej edycji |
| ----------------------------- | ----------------------------- |
| Orzeł Ząbkowice Śląskie       | 8                             |
| Lechia Dzierżoniów            | 9                             |
| Orzeł Międzyrzecz             | 10                            |
| Bielawianka Bielawa           | 11                            |
| Prochowiczanka Prochowice     | 12                            |
| Pogoń Świebodzin              | 13                            |

| Awans z IV ligi 2011/2012 | Awans z IV ligi 2011/2012 |
| ------------------------- | ------------------------- |
| grupa dolnośląska         |                           |
| Ślęza Wrocław             | 1                         |
| Foto-Higiena Gać          | 2                         |
| grupa lubuska             |                           |
| Sprotavia Szprotawa       | 1                         |
| Piast Karnin              | 2                         |

Objaśnienia:
1. Lechia Zielona Góra połączyła się przed sezonem z UKP Zielona Góra i występuje pod tą drugą nazwą.

### Tabela
| Lp. | Drużyna                       | M  | Z  | R  | P  | Bramki | Bramki | Różn. | Pkt | Uwagi             | Bezpośrednio |
| --- | ----------------------------- | -- | -- | -- | -- | ------ | ------ | ----- | --- | ----------------- | ------------ |
| 1   | UKP Zielona Góra (M) (A)      | 30 | 26 | 2  | 2  | 91     | 22     | +69   | 80  | Awans do II ligi  |              |
| 2   | Ślęza Wrocław                 | 30 | 24 | 3  | 3  | 88     | 16     | +72   | 75  |                   |              |
| 3   | Lechia Dzierżoniów            | 30 | 16 | 7  | 7  | 58     | 29     | +29   | 55  |                   |              |
| 4   | Prochowiczanka Prochowice     | 30 | 13 | 7  | 10 | 47     | 36     | +11   | 46  |                   |              |
| 5   | Ilanka Rzepin                 | 30 | 13 | 6  | 11 | 50     | 47     | +3    | 45  |                   |              |
| 6   | Foto-Higiena Gać              | 30 | 12 | 8  | 10 | 44     | 46     | −2    | 44  |                   |              |
| 7   | Bielawianka Bielawa           | 30 | 11 | 10 | 9  | 46     | 42     | +4    | 43  |                   |              |
| 8   | Pogoń Świebodzin              | 30 | 11 | 9  | 10 | 54     | 47     | +7    | 42  |                   |              |
| 9   | Promień Żary                  | 30 | 11 | 7  | 12 | 43     | 61     | −18   | 40  |                   |              |
| 10  | Piast Karnin                  | 30 | 12 | 4  | 14 | 42     | 42     | 0     | 40  |                   |              |
| 11  | KS Bystrzyca Kąty Wrocławskie | 30 | 10 | 6  | 14 | 38     | 41     | −3    | 36  |                   |              |
| 12  | Polonia/Sparta Świdnica       | 30 | 8  | 10 | 12 | 45     | 49     | −4    | 34  |                   |              |
| 13  | Polonia Trzebnica             | 30 | 9  | 4  | 17 | 40     | 66     | −26   | 31  |                   |              |
| 14  | Orzeł Ząbkowice Śląskie (S)   | 30 | 8  | 4  | 18 | 47     | 64     | −17   | 28  | Spadek do IV ligi |              |
| 15  | Sprotavia Szprotawa (S)       | 30 | 7  | 6  | 17 | 32     | 47     | −15   | 27  | Spadek do IV ligi |              |
| 16  | Orzeł Międzyrzecz (S)         | 30 | 1  | 3  | 26 | 15     | 125    | −110  | 6   | Spadek do IV ligi |              |

## Sezon 2011/2012

### Drużyny
| Uczestnicy poprzedniej edycji | Uczestnicy poprzedniej edycji |
| ----------------------------- | ----------------------------- |
| Ilanka Rzepin                 | 2                             |
| Pogoń Świebodzin              | 3                             |
| Lechia Dzierżoniów            | 4                             |
| Promień Żary                  | 5                             |
| Polonia Trzebnica             | 6                             |
| Polonia/Sparta Świdnica       | 7                             |
| KS Bystrzyca Kąty Wrocławskie | 8                             |

| Uczestnicy poprzedniej edycji | Uczestnicy poprzedniej edycji |
| ----------------------------- | ----------------------------- |
| Orzeł Międzyrzecz             | 9                             |
| MKS Oława                     | 10                            |
| Arka Nowa Sól                 | 11                            |
| Celuloza Kostrzyn nad Odrą    | 123                           |
| Orzeł Ząbkowice Śląskie       | 131                           |
| Twardy Świętoszów             | 141,2                         |

| Spadek z II ligi 2010/2011 | Spadek z II ligi 2010/2011 |
| -------------------------- | -------------------------- |
| grupa zachodnia            |                            |
| Lechia Zielona Góra        | 16                         |
| Awans z IV ligi 2010/2011  |                            |
| grupa dolnośląska          |                            |
| Prochowiczanka Prochowice  | 1                          |
| Bielawianka Bielawa        | 2                          |

Objaśnienia:
1. Z grupy lubuskiej IV ligi nie awansowała żadna drużyna, gdyż pierwsze dwa zespoły – Pogoń Skwierzyna i Spójnia Ośno Lubuskie – zrezygnowały z udziału w III lidze. Dzięki temu utrzymanie w III lidze uzyskały Orzeł Ząbkowice Śląskie i Twardy Świętoszów.
2. Twardy Świętoszów wycofał się z rozgrywek po 3. kolejce. Jego wyniki zostały anulowane.
3. Celuloza Kostrzyn nad Odrą wycofała się z rozgrywek po 18. kolejce.

### Tabela
| Lp. | Drużyna                         | M  | Z  | R  | P  | Bramki | Bramki | Różn. | Pkt | Uwagi                     | Bezpośrednio |
| --- | ------------------------------- | -- | -- | -- | -- | ------ | ------ | ----- | --- | ------------------------- | ------------ |
| 1   | MKS Oława (M) (A)               | 28 | 17 | 5  | 6  | 49     | 24     | +25   | 56  | Awans do II ligi          |              |
| 2   | Promień Żary                    | 28 | 17 | 4  | 7  | 67     | 38     | +29   | 55  |                           |              |
| 3   | Lechia Zielona Góra             | 28 | 15 | 6  | 7  | 42     | 22     | +20   | 51  |                           |              |
| 4   | KS Bystrzyca Kąty Wrocławskie   | 28 | 13 | 8  | 7  | 44     | 25     | +19   | 47  |                           |              |
| 5   | Polonia/Sparta Świdnica         | 28 | 13 | 6  | 9  | 45     | 35     | +10   | 45  |                           |              |
| 6   | Polonia Trzebnica               | 28 | 11 | 7  | 10 | 31     | 27     | +4    | 40  |                           |              |
| 7   | Ilanka Rzepin                   | 28 | 12 | 4  | 12 | 45     | 41     | +4    | 40  |                           |              |
| 8   | Orzeł Ząbkowice Śląskie         | 28 | 11 | 7  | 10 | 45     | 43     | +2    | 40  |                           |              |
| 9   | Lechia Dzierżoniów              | 28 | 10 | 9  | 9  | 43     | 46     | −3    | 39  |                           |              |
| 10  | Orzeł Międzyrzecz               | 28 | 9  | 11 | 8  | 39     | 37     | +2    | 38  |                           |              |
| 11  | Bielawianka Bielawa             | 28 | 11 | 4  | 13 | 31     | 37     | −6    | 37  |                           |              |
| 12  | Prochowiczanka Prochowice       | 28 | 10 | 6  | 12 | 49     | 41     | +8    | 36  |                           |              |
| 13  | Pogoń Świebodzin                | 28 | 7  | 5  | 16 | 21     | 44     | −23   | 26  |                           |              |
| 14  | Arka Nowa Sól (S)               | 28 | 5  | 7  | 16 | 24     | 58     | −34   | 22  | Spadek do IV ligi         |              |
| 15  | Celuloza Kostrzyn nad Odrą2 (S) | 28 | 3  | 3  | 22 | 20     | 77     | −57   | 12  | Spadek do klasy okręgowej |              |
| -   | Twardy Świętoszów1              | 0  | 0  | 0  | 0  | 0      | 0      | 0     | 0   | Drużyna wycofana          |              |

## Sezon 2010/2011

### Drużyny
| Uczestnicy poprzedniej edycji | Uczestnicy poprzedniej edycji |
| ----------------------------- | ----------------------------- |
| Chrobry Głogów                | 2                             |
| Polonia Trzebnica             | 3                             |
| KS Bystrzyca Kąty Wrocławskie | 4                             |
| Pogoń Świebodzin              | 5                             |
| Polonia/Sparta Świdnica       | 61                            |
| Pogoń Oleśnica                | 72                            |

| Uczestnicy poprzedniej edycji | Uczestnicy poprzedniej edycji |
| ----------------------------- | ----------------------------- |
| Arka Nowa Sól                 | 8                             |
| Ilanka Rzepin                 | 9                             |
| MKS Oława                     | 10                            |
| Celuloza Kostrzyn nad Odrą    | 11                            |
| Promień Żary                  | 12                            |
| Orzeł Ząbkowice Śląskie       | 13                            |

| Awans z IV ligi 2009/2010 | Awans z IV ligi 2009/2010 |
| ------------------------- | ------------------------- |
| grupa dolnośląska         |                           |
| Lechia Dzierżoniów        | 1                         |
| Twardy Świętoszów         | 2                         |
| grupa lubuska             |                           |
| Orzeł Międzyrzecz         | 1                         |
| Czarni Witnica            | 2                         |

Objaśnienia:
1. Polonia Świdnica rozpoczęła rundę jesienną pod nazwą Polonia/Sparta Świdnica.
2. Pogoń Oleśnica wycofała się z rozgrywek po 7. kolejce. Jej wyniki zostały anulowane.

### Tabela
| Lp. | Drużyna                       | M  | Z  | R | P  | Bramki | Bramki | Różn. | Pkt | Uwagi                   | Bezpośrednio |
| --- | ----------------------------- | -- | -- | - | -- | ------ | ------ | ----- | --- | ----------------------- | ------------ |
| 1   | Chrobry Głogów (M) (A)        | 28 | 19 | 3 | 6  | 66     | 19     | +47   | 60  | Awans do II ligi        |              |
| 2   | Ilanka Rzepin                 | 28 | 16 | 7 | 5  | 40     | 23     | +17   | 55  |                         |              |
| 3   | Pogoń Świebodzin              | 28 | 14 | 8 | 6  | 55     | 38     | +17   | 50  |                         |              |
| 4   | Lechia Dzierżoniów            | 28 | 15 | 4 | 9  | 53     | 38     | +15   | 49  |                         |              |
| 5   | Promień Żary                  | 28 | 14 | 6 | 8  | 44     | 36     | +8    | 48  |                         |              |
| 6   | Polonia Trzebnica             | 28 | 13 | 8 | 7  | 52     | 44     | +8    | 47  |                         |              |
| 7   | Polonia/Sparta Świdnica       | 28 | 12 | 7 | 9  | 47     | 44     | +3    | 43  |                         |              |
| 8   | KS Bystrzyca Kąty Wrocławskie | 28 | 12 | 5 | 11 | 45     | 42     | +3    | 41  |                         |              |
| 9   | Orzeł Międzyrzecz             | 28 | 10 | 9 | 9  | 42     | 37     | +5    | 39  |                         |              |
| 10  | MKS Oława                     | 28 | 10 | 7 | 11 | 34     | 36     | −2    | 37  | OŁA–ARK 4:1 ARK–OŁA 2:1 |              |
| 11  | Arka Nowa Sól                 | 28 | 10 | 7 | 11 | 41     | 46     | −5    | 37  | OŁA–ARK 4:1 ARK–OŁA 2:1 |              |
| 12  | Celuloza Kostrzyn nad Odrą    | 28 | 9  | 4 | 15 | 37     | 44     | −7    | 31  |                         |              |
| 13  | Orzeł Ząbkowice Śląskie1      | 28 | 4  | 6 | 18 | 31     | 64     | −33   | 18  | OZŚ–TWŚ 5:0 TWŚ–OZŚ 1:1 |              |
| 14  | Twardy Świętoszów1            | 28 | 4  | 6 | 18 | 30     | 55     | −25   | 18  | OZŚ–TWŚ 5:0 TWŚ–OZŚ 1:1 |              |
| 15  | Czarni Witnica (S)            | 28 | 2  | 6 | 20 | 21     | 72     | −51   | 12  | Spadek do IV ligi       |              |
| -   | Pogoń Oleśnica2               | 0  | 0  | 0 | 0  | 0      | 0      | 0     | 0   | Drużyna wycofana        |              |

## Sezon 2009/2010

### Drużyny
| Uczestnicy poprzedniej edycji | Uczestnicy poprzedniej edycji |
| ----------------------------- | ----------------------------- |
| Polonia/Sparta Świdnica       | 2                             |
| MKS Oława                     | 4                             |
| KS Bystrzyca Kąty Wrocławskie | 5                             |
| Chrobry Głogów                | 6                             |
| Ilanka Rzepin                 | 7                             |
| Pogoń Świebodzin              | 8                             |

| Uczestnicy poprzedniej edycji | Uczestnicy poprzedniej edycji |
| ----------------------------- | ----------------------------- |
| Promień Żary                  | 9                             |
| Pogoń Oleśnica                | 10                            |
| Orzeł Ząbkowice Śląskie       | 11                            |
| Arka Nowa Sól                 | 12                            |
| Tęcza Krosno Odrzańskie       | 15                            |
| Łucznik Strzelce Krajeńskie   | 16                            |

| Awans z IV ligi 2008/2009  | Awans z IV ligi 2008/2009 |
| -------------------------- | ------------------------- |
| grupa dolnośląska          |                           |
| Górnik Wałbrzych           | 1                         |
| Polonia Trzebnica          | 21                        |
| grupa lubuska              |                           |
| Vitrosilicon Iłowa         | 1                         |
| Celuloza Kostrzyn nad Odrą | 21                        |

Objaśnienia:
1. Drużyny Zagłębie II Lubin (3. miejsce), Lechia II Zielona Góra (13. miejsce) i Unia Kunice (14. miejsce) wycofały się po zakończeniu rozgrywek poprzedniego sezonu. W związku z tym, dodatkowy awans wywalczyły Celuloza Kostrzyn nad Odrą i Polonia Trzebnica.

### Tabela
| Lp. | Drużyna                         | M  | Z  | R  | P  | Bramki | Bramki | Różn. | Pkt | Uwagi                   | Bezpośrednio      |
| --- | ------------------------------- | -- | -- | -- | -- | ------ | ------ | ----- | --- | ----------------------- | ----------------- |
| 1   | Górnik Wałbrzych (M) (A)        | 30 | 21 | 3  | 6  | 61     | 25     | +36   | 66  | Awans do II ligi        |                   |
| 2   | Chrobry Głogów                  | 30 | 20 | 5  | 5  | 72     | 27     | +45   | 65  |                         |                   |
| 3   | Polonia Trzebnica               | 30 | 19 | 6  | 5  | 64     | 28     | +36   | 63  |                         |                   |
| 4   | KS Bystrzyca Kąty Wrocławskie   | 30 | 19 | 4  | 7  | 61     | 31     | +30   | 61  |                         |                   |
| 5   | Pogoń Świebodzin                | 30 | 15 | 4  | 11 | 43     | 40     | +3    | 49  |                         |                   |
| 6   | Polonia/Sparta Świdnica         | 30 | 13 | 4  | 13 | 50     | 39     | +11   | 43  |                         |                   |
| 7   | Pogoń Oleśnica                  | 30 | 11 | 8  | 11 | 39     | 45     | −6    | 41  |                         |                   |
| 8   | Arka Nowa Sól                   | 30 | 11 | 7  | 12 | 37     | 54     | −17   | 40  |                         |                   |
| 9   | Ilanka Rzepin                   | 30 | 9  | 12 | 9  | 46     | 41     | +5    | 39  |                         |                   |
| 10  | MKS Oława                       | 30 | 10 | 7  | 13 | 48     | 45     | +3    | 37  |                         |                   |
| 11  | Celuloza Kostrzyn nad Odrą      | 30 | 10 | 4  | 16 | 30     | 41     | −11   | 34  | CKO–PRŻ 1:0 PRŻ–CKO 0:0 |                   |
| 12  | Promień Żary                    | 30 | 10 | 4  | 16 | 39     | 46     | −7    | 34  | CKO–PRŻ 1:0 PRŻ–CKO 0:0 |                   |
| 13  | Orzeł Ząbkowice Śląskie         | 30 | 9  | 5  | 16 | 39     | 55     | −16   | 32  | OZŚ–VIL 2:1 VIL–OZŚ 2:2 |                   |
| 14  | Vitrosilicon Iłowa (S)          | 30 | 9  | 5  | 16 | 34     | 55     | −21   | 32  | OZŚ–VIL 2:1 VIL–OZŚ 2:2 | Spadek do IV ligi |
| 15  | Tęcza Krosno Odrzańskie (S)     | 30 | 6  | 4  | 20 | 20     | 69     | −49   | 22  |                         | Spadek do IV ligi |
| 16  | Łucznik Strzelce Krajeńskie (S) | 30 | 5  | 4  | 21 | 16     | 58     | −42   | 19  |                         | Spadek do IV ligi |

## Sezon 2008/2009
| Lp. | Drużyna                           | M  | Z  | R  | P  | Bramki | Bramki | Różn. | Pkt | Uwagi            | Bezpośrednio            |
| --- | --------------------------------- | -- | -- | -- | -- | ------ | ------ | ----- | --- | ---------------- | ----------------------- |
| 1   | Górnik Polkowice (M) (A)          | 32 | 26 | 2  | 4  | 88     | 21     | +67   | 80  | Awans do II ligi |                         |
| 2   | Polonia/Sparta Świdnica (B)       | 32 | 20 | 6  | 6  | 64     | 38     | +26   | 66  | Baraże o II ligę |                         |
| 3   | Zagłębie II Lubin1,4              | 32 | 20 | 5  | 7  | 68     | 26     | +42   | 65  | Drużyna wycofana | ZA2–OŁA 3:0 OŁA–ZA2 3:0 |
| 4   | MKS Oława3                        | 32 | 20 | 5  | 7  | 51     | 31     | +20   | 65  |                  | ZA2–OŁA 3:0 OŁA–ZA2 3:0 |
| 5   | Motobi Bystrzyca Kąty Wrocławskie | 32 | 18 | 6  | 8  | 66     | 40     | +26   | 60  |                  |                         |
| 6   | Chrobry Głogów                    | 32 | 18 | 2  | 12 | 59     | 39     | +20   | 56  |                  |                         |
| 7   | Ilanka Rzepin                     | 32 | 16 | 5  | 11 | 56     | 43     | +13   | 53  |                  |                         |
| 8   | Pogoń Świebodzin                  | 32 | 15 | 3  | 14 | 40     | 40     | 0     | 48  |                  |                         |
| 9   | Promień Żary                      | 32 | 14 | 5  | 13 | 50     | 46     | +4    | 47  |                  |                         |
| 10  | Pogoń Oleśnica                    | 32 | 12 | 10 | 10 | 35     | 29     | +6    | 46  |                  |                         |
| 11  | Orzeł Ząbkowice Śląskie           | 32 | 13 | 5  | 14 | 57     | 55     | +2    | 44  |                  |                         |
| 12  | Arka Nowa Sól                     | 32 | 12 | 6  | 14 | 56     | 48     | +8    | 42  |                  |                         |
| 13  | Lechia II Zielona Góra4           | 32 | 12 | 3  | 17 | 36     | 62     | −26   | 39  | Drużyna wycofana |                         |
| 14  | Unia Kunice4                      | 32 | 6  | 5  | 21 | 33     | 84     | −51   | 23  | Drużyna wycofana |                         |
| 15  | Tęcza Krosno Odrzańskie           | 32 | 4  | 5  | 23 | 23     | 75     | −52   | 17  |                  |                         |
| 16  | Łucznik Strzelce Krajeńskie2      | 32 | 2  | 5  | 25 | 16     | 63     | −47   | 11  |                  |                         |
| 17  | MKS Oława2,3                      | 32 | 2  | 6  | 24 | 11     | 69     | −58   | 12  | Drużyna wycofana |                         |